# 梅斯維爾 (北卡羅萊納州)
梅斯維爾（英語：Maysville）是一個位於美國北卡羅萊納州瓊斯縣的城鎮。

## 人口
根據2020年美國人口普查的數據，梅斯維爾的面積為2.22平方千米，皆為陸地。當地共有人口818人，而人口密度為每平方千米368人。